# Micrathena triangularispinosa
Micrathena triangularispinosa là một loài nhện trong họ Araneidae.
Loài này thuộc chi Micrathena. Micrathena triangularispinosa được Charles De Geer miêu tả năm 1778.